# ساندرو كويس
ساندرو كويس (بالإيطالية: Sandro Cois)‏ لاعب كرة قدم ايطالي معتزل، لعب لنادي تورينو ونادي سمبدوريا وكانت مسيرته الأبرز مع نادي فيورنتينا، اما دولياً فلعب احتياطياً ضمن صفوف منتخب إيطاليا في بطولة كأس العالم 1998 في فرنسا. 

## روابط خارجية
- ساندرو كويس على موقع الاتحاد الدولي (مؤرشف)  (الإنجليزية)
- ساندرو كويس على موقع قاعدة بيانات كرة القدم.إي يو (الإنجليزية)
- ساندرو كويس على موقع ناشيونال فوتبول تيمز (الإنجليزية)
- ساندرو كويس على موقع عالم كرة القدم.نت (الإنجليزية)